# Buchverlag Junge Welt
Die Buchverlag Junge Welt GmbH (BVJW) wurde 1991 als Tochter des Tessloff Verlages Nürnberg mit Firmensitz in Berlin gegründet. Sie ging aus dem seit Anfang der 1950er Jahre in Ost-Berlin bestehenden Verlag Junge Welt hervor bzw. aus dessen seit Anfang der 1970er-Jahre bestehender Buchredaktion. Bis zur Abwicklung durch die Treuhandanstalt im Jahr 1991 veröffentlichte der Verlag Junge Welt in der DDR auch Bücher und Broschüren, vor allem aber Zeitungen und Zeitschriften für Kinder und Jugendliche, aber auch als Organ des Zentralrats der FDJ die Monatsschrift für Literatur, Kritik, bildende Kunst, Musik und Theater Junge Kunst.
Das Kinder- und Jugendprogramm des BVJW umfasste Bilder-, Mal- und Beschäftigungsbücher für Kinder von zwei bis elf Jahren, vor allem jedoch die Nachdrucke der Zeitschrift Mosaik von Hannes Hegen, die in der DDR von 1955 bis 1975 in Millionenauflagen erschien. Auch die Zeitschriften Technikus und Jugend und Technik erschienen im Verlag Junge Welt.
Zu Beginn des Jahres 2006 verschmolz die Buchverlag Junge Welt GmbH endgültig mit dem Tessloff Verlag Nürnberg, der einen Teil des Programms fortführt, u. a. die Geschichten der Digedags.